# Leucania corrugata
Leucania corrugata là một loài bướm đêm trong họ Noctuidae.